# Resolució 17 del Consell de Seguretat de les Nacions Unides
La Resolució 17 del Consell de Seguretat de les Nacions Unides, aprovada el 10 de febrer de 1947, va determinar que la Comissió creada mitjançant la resolució 15 no té el mandat d'exigir als governs de Grècia, Albània, Bulgària o Iugoslàvia a posposar l'execució dels seus presoners condemnats a mort, tret que algun d'aquests presoners pogués donar testimoniatge que ajudés a la Comissió en la seva tasca. En aquest cas, la Comissió n'ha de fer la demanda amb motivacions.
La resolució va ser adoptada per 9 vots a favor, amb 2 abstencions de Polònia i la Unió Soviètica.